# Вулман, Джон
Джон Вулман (англ. John Woolman; 19 октября 1720 — 7 октября 1772) — североамериканский торговец, портной, автор дневника, странствующий квакерский проповедник, а также один из первых противников рабства в колониальной Америке. Проживая в Маунт-Холле, Нью-Джерси, неподалеку от Филадельфии, он путешествовал по приграничным областям британской Северной Америки, где проповедовал идеи квакеров и выступал против рабства и работорговли, жестокости по отношению к животным, критиковал экономическое неравенство и обязательную воинскую повинность. С 1755 года во время франко-индейской войны, он призывал к организации налогового сопротивления, чтобы прекратить финансовую поддержку вооруженных сил. В 1772 году Вулман отправился в Англию, где призывал квакеров выступить против рабства.
Вулман опубликовал множество эссе, критикующих рабство. В течение жизни он вел дневник, который был опубликован после его смерти под названием «Дневник Джона Вулмана» (1774). В 1909 году работа была включена в I том Гарвардского собрания классики как выдающееся американское духовное произведение. С 1774 гола «Дневник» переиздавался много раз. В 1989 году опубликована его новая академическая редакция.

## Биография

### Молодость и образование
Джон Вулман родился в 1720 г. в семье, принадлежащей к Религиозному обществу Друзей (квакеров). Его отец Сэмюэл Вулман был землевладельцем. Их владение располагалась между городами Берлингтон и Маунт-Холли в колонии Нью-Джерси, недалеко от реки Делавэр. Предки Джона по отцовской и материнской линии были первыми квакерскими поселенцами в Берлингтоне, штат Нью-Джерси.
Однажды в юности он случайно наткнулся на гнездо малиновки, в котором находились новорожденные птенцы. Вулман принялся бросать камни в малиновку, проверяя свою ловкость. Убив птицу, преисполненный раскаянием он подумал о птенцах, у которых не было шансов выжить без матери. Тогда он снял гнездо с дерева и быстро убил птенцов, считая, что это будет самым милосердным поступком. Этот случай оставил отпечаток на сердце Вулмана. С тех пор он стремился защищать и любить все живое.
Вулман женился на Саре Эллис Эбботт, которая также разделяла квакерские убеждения. Церемония происходила в собрании Друзей в Честерфилде. У них была дочь Мэри. Его выбор вести «простую жизнь» обрекал семью на определенные жертвы, так же как и его частые странствия и проповеди.

### Карьера
В молодости Вулман работал по найму у лавочника. Когда ему было 23 года, хозяин попросил выписать чек на продажу раба. Хотя Вулман заявил хозяину, что, по его мнению, работорговля несовместима с христианством, но он все же написал чек.
К 26 годам Вулман стал независимым и успешным предпринимателем. Иногда он помогал составлять завещания, но отказывался включать в них ту часть, которая содержала положения о передачи прав собственности на рабов, и убеждал клиента освободить раба, выдав тому вольную. Многие Друзья считали рабство дурным занятием, даже грехом. В конечном итоге Вулман оставил свой бизнес, так как считал его слишком прибыльным.

### Свидетельство простоты
Вулман следовал свидетельству простоты Друзей [самоназвание квакеров]. В свои 20 с небольшим лет он решил, что розничная торговля отнимает у него слишком много времени. Он считал, что его призвание — проповедовать «правду и свет» среди Друзей и других людей. В своем «Дневнике» он писал, что оставил магазин, поскольку тот «требовал слишком много времени и усилий», что его «душа не нуждалась в материальных благах», и что «когда сердце стремится к благу духовному, успех в бизнесе не приносит удовлетворения». Вулман покончил с торговлей и стал зарабатывать на жизнь, работая портным, а также занимаясь садоводством.
В своем «Дневнике» и в других работах он поднимал вопросы экономической несправедливости и социального неравенства, говорил о том, что международная торговля оказывает влияние на внутреннюю экономику. Несмотря на то, что Вулман зарабатывал на жизнь портняжным делом, он отказался использовать и носить окрашенные ткани, так как узнал, что многие рабочие красильной промышленности отравлялись токсичными химикатами, применяемыми для окраски тканей. Что касается заботы о животных, в пожилом возрасте Вулман избегал езды в дилижансах, так как считал, что с лошадьми обращались слишком жестоко и зачастую наносили им раны.
Вулман решил проповедовать Друзьям и другим людям, живущим в отдаленных приграничных районах. В 1746 году он отправился в своё первое странствие с Айзеком Эндрюсом. За три месяца своего путешествие они преодолели около 1500 миль, проехав на юг до Северной Каролины. Его проповеди затрагивали множество вопросов, включая рабство.

### Антирабовладельческая деятельность
В 1754 г. Вулман опубликовал «Некоторые соображения о владении неграми». Он продолжал отказываться составлять завещания, в которых говорилось о передачи прав собственности на рабов. На протяжении долгого времени он лично убедил многих квакеров-рабовладельцев освободить своих рабов. Когда во время путешествий Вулман гостил у рабовладельцев, он настаивал на том, чтобы помощь, которую рабы оказывали ему, была оплачена. Он не желал пользоваться серебряными чашками, тарелками и иной серебряной посудой, поскольку знал, что в других регионах рабов заставляли добывать драгоценные металлы и камни для богатых. Вулман замечал, что некоторые рабовладельцы пользовались трудом рабов и жили в своё удовольствие. Такое положение он находил ужасным. Он мог прощать только тех, кто относился к своим рабам мягко или работал вместе с ними.
Вулман придерживался традиций Друзей в поиске «водительства Святого Духа и терпеливого ожидания единения с Духом». Посещая собрания Друзей, он раз за разом выражал свою озабоченность по поводу рабовладения. Постепенно различные собрания квакеров стали осознавать зло, которое таило в себе рабство; их протоколы отражали негативное отношение к рабству.

### Свидетельствo о мире
Он осуществлял на практике свидетельство о мире, протестуя против франко-индейской войны (1754-1763), североамериканского фронта Семилетней войны между Великобританией и Францией. В 1755 г. он призывал не платить колониальные налоги, за счет которых финансировалось ведение боевых действий, а также убеждал квакеров Филадельфийского собрания Друзей организовать налоговое сопротивление даже в то время, когда приграничные поселения подвергались атакам со стороны французских сил, которых поддерживали местные индейцы. Некоторые квакеры присоединились к сопротивлению, а собрание разослало письмо с информацией об этом другим группам. В «Дневнике» Вулмана описан пророческий сон, в котором он ведет переговоры с двумя государственными лидерами, пытаясь предотвратить войну.

### Последние дни
Поездка в Англию в 1772 г. стала последним путешествием Вулмана. В пути он проводил больше времени с командой судна, оставаясь в третьем классе вместо того, чтобы, как некоторые другие пассажиры, находиться в более комфортных условиях. В Британии он посетил Лондонское Годовое собрание. Друзья приняли решение включить антирабовладельческое положение в своё «Послание» (тип писем, которые рассылают квакеры другим собраниям). Затем Вулман отправился в Йорк. Там он заразился оспой и умер. Его похоронили в Йорке 9 октября 1772 г.

## Наследие и почести
В течение жизни Вулману так и не удалось искоренить рабство даже среди Друзей, живущих в колониальной Америке. Однако его деятельность повлияла на взгляды квакеров в период Великого пробуждения. После Войны за независимость США в 1790 г. пенсильванское Общество Друзей подало в Конгресс США петицию об отмене рабства. В то время они не добились своей цели на национальном уровне, однако квакеры внесли свой вклад в пользу отмены рабства в Пенсильвании. Кроме того, в течение двадцати лет после войны они работали совместно с последователями методистской церкви и баптистскими проповедниками на Юге, убеждая рабовладельцев освобождать своих рабов. В то время процент свободных темнокожих заметно повысился, например, в Вирджинии с менее одного до почти десяти процентов.
- «Справедливое отношение к людям всех рас» сегодня является неотъемлемой частью свидетельства о равенстве Друзей (квакеров).[10]
- В 1963 году в Невада-Сити (Калифорния, США) была создана Школа Джона Вулмана.[11]